# Rhinobothryum bovallii
Rhinobothryum bovallii — вид змій родини полозових (Colubridae). Мешкає в Центральній і Південній Америці. Вид названий на честь шведського біолога Карла Бовалліуса.

## Поширення і екологія
Rhinobothryum bovallii мешкають в Гондурасі, Нікарагуа, Коста-Риці, Панамі, Колумібії, північно-західному Еквадорі і північно-західній Венесуелі. Вони живуть у вологих рівнинних тропічних лісах, на висоті до 900 м над рівнем моря. Ведуть деревний спосіб життя. Відкладають яйця.